# 马尼拉市政厅
马尼拉市政厅是马尼拉市政府的主要行政大楼
，位于马尼拉艾米塔区的历史中心，毗邻菲律宾国家博物馆、菲律宾人民博物馆和观光局大楼。

## 建筑
1941年，在马尼拉被毁之前，首都的市政厅兴建。设计者安东尼奥·托莱多，与毗邻的金融大楼和旧立法大楼是同一位建筑师。1945年2月毁于战火。美国军队和市政府出资，新建8422平方米的市政厅。该建筑坐落在立法局和邮局之间的一个梯形地块，各面的立面相同。
钟楼也是由安东尼奥·托莱多设计，完成于1930年代，是菲律宾最大的钟楼。
马尼拉市政厅曾因单调、缺乏入口和钟楼的位置而被批评。但在存在多年以后，批评家开始赞美设计初衷。从空中俯瞰，有人认为这是一个棺材，但也可认为像圣殿骑士团的徽章，象征这个国家受罗马天主教会的影响和保护。
从周一到周五，上午八时到下午五时，市政厅向公众开放。

## 事件
2009年4月15日，官方报道市政厅可能面临炸弹威胁。后来市长林雯洛声明这是一个骗局。